# Ermida de Santa Margarida (São João de Negrilhos)
A Ermida de Santa Margarida é um monumento religioso situado nas imediações da aldeia de São João de Negrilhos, no Município de Aljustrel, na região do Alentejo, em Portugal.

## Descrição e história
O edifício situa-se na herdade do Monte de São João, a cerca de sete quilómetros de distância de São João de Negrilhos. Pode ser considerado como uma adaptação popular dos modelos maneiristas, uma vez que apresenta vários elementos típicos dos capelas rurais construídas no Alentejo durante aquele período, como a sua planimetria, a forma como foram organizados os alçados, o portal, e os contrafortes. O imóvel é de forma longitudinal, sendo composto apenas por uma nave rectangular e uma capela-mor de planta quadrada. A fachada principal está virada para Sul, sendo rasgada por um portal com moldura em cantaria, rematado por um lintel e um óculo. As paredes laterais possuem ambos dois panos, correspondentes aos espaços da nave e da capela-mor, e possuem contrafortes nos ângulos, existindo ainda um contraforte central na fachada Nordeste. Os dois contrafortes no final da capela-mor são diagonais, enquanto que os restantes são perpendiculares em relação às paredes laterais. No interior, a capela-mor está dividida da nave por um arco triunfal de volta perfeita, e tem uma cobertura em forma de domo. O altar é em alvenaria, enquanto que a maquineta é em madeira. Como parte das festas de Santa Margarida em São João de Negrelhos, é organizada uma procissão entre a ermida e Capela da Aldeia Nova.
Foi construído em data desconhecida, sendo provavelmente do século XVI. Nos registos das memórias paroquiais de 1758, transcritas pelo padre João Rodrigues Lobato na sua obra Aljustrel Monografia, publicada em 1983, foi descrita a ermida de Santa Margarida e os efeitos do Sismo de 1755: «E tem uma ermida de Santa Margarida, e está situada um quarto de légua distante da igreja paroquial; e em o dia da santa que é aos vinte de Julho acodia muita gente; mas no século presente é menos o concurso. [...] E no terramoto de 1755, [...] a igreja de Santa Margarida também ficou arruinada».
Foi alvo de obras de restauro nas décadas de 1970 e 1980, por parte da paróquia.